# Linia (Tchad)
Pour les articles homonymes, voir Linia.
Linia est une ville et sous-préfecture dans le département Chari de la région de Chari-Baguirmi au Tchad.elle est située à 30 km à l'est de N'Djamena. Il est connu pour son grand marché.